# Nick Leeson
Pour les articles homonymes, voir Leeson.
Nick Leeson (né le 25 février 1967) fut un trader britannique qui causa, du fait de ses manipulations boursières et comptables, la ruine de la plus prestigieuse banque anglaise, la Barings.

## Biographie
Employé par la banque Barings, il travaille d'abord avec succès à différentes missions en Asie en tant qu'agent de banque. Il est promu, à 24 ans, responsable en chef du marché émergent des dérivés à la bourse de Singapour. En tant que tel, il est chargé d'organiser l'ensemble des transactions pour l'ordre des clients de la banque, avec la responsabilité d'assurer le back office et les transactions sur le marché lui-même. Libre de ses mouvements et sans réel contrôle, Nick Leeson  commence à spéculer secrètement avec les fonds des clients, pour tenter de colmater les erreurs qu'il a commises et pour améliorer les performances financières de son agence. Au tout début de 1995, pour essayer de rattraper ses pertes déjà énormes, il parie sur la hausse des marchés boursiers asiatiques et achète des dérivés à fort effet de levier ; mais, le 17 janvier, survient le tremblement de terre de Kobé, qui cause la baisse brutale des marchés. Il tente alors de compenser ses pertes en augmentant ses positions à la hausse et espère provoquer rapidement un retournement du Nikkei 225. Le marché continue sa chute et conduit Nick Leeson à devoir emprunter de plus en plus de liquidités pour couvrir ses positions, jusqu'à creuser une perte cumulée de 860 millions de livres sterling, soit deux fois le capital de la banque, causant la banqueroute de celle-ci.
Le 23 février 1995, Nick Leeson et sa femme prennent la fuite et essaient de rejoindre la Grande-Bretagne, en prenant un vol vers Francfort, transitant par Kuala Lumpur en Malaisie. Arrivé en Allemagne, il est reconnu par les agents de douane, puis extradé vers Singapour le 2 mars 1995. Il est accusé par la justice singapourienne de fraude et de faux en écritures et, le 2 décembre, condamné à six ans et demi de prison et à 70 000 livres sterling d'amendes. Pendant son séjour en prison, il est atteint d'un cancer du côlon et divorce de sa compagne. Il sort de prison en 1999, parvient à guérir de son cancer et retourne vivre en Grande-Bretagne. Il vit plus tard dans le comté de Galway, à l'ouest de l'Irlande, et devient directeur général du club de football Galway United en novembre 2005.

### Œuvres
Il a écrit un livre autobiographique, Rogue Trader, qui relate son histoire. Ce livre a ensuite été adapté au cinéma, sous le même titre, avec Ewan McGregor qui joue son rôle. En juin 2005, il publie un second livre, Back from the Brink, qui complète son autobiographie.

## Filmographie
- Trader, réalisé en 1999 par James Dearden, avec Ewan McGregor et Anna Friel.